# David Myrie
Dave Andrew Myrie Medrano, mais conhecido como Dave Myrie (Limón, 1 de junho de 1988), é um futebolista costa-riquenho que atua como zagueiro. Atualmente, joga pelo Herediano.